# Bahram I
Bahram I – władca Persji z dynastii Sasanidów (273 – 276), syn lub wnuk Szapura I, następca Hormizda I.